# Lista de prémios e nomeações recebidos por Nirvana
Esta é a lista de prémios e nomeações recebidos por Nirvana, uma banda estadunidense de rock que foi formada originalmente pelo vocalista e guitarrista Kurt Cobain e pelo baixista Krist Novoselic em Aberdeen, Washington. Vários bateristas passaram pelo Nirvana, sendo Dave Grohl, que entrou em 1990, o que ficou mais tempo na banda. O Nirvana lançou três álbuns de estúdio: Bleach em 1989, Nevermind em 1991 e In Utero em 1993. O primeiro álbum foi lançado pela gravadora independente Sub Pop, enquanto os outros dois álbuns foram lançados pela DGC Records.
A banda já recebeu vários prémios e nomeações desde 1992, incluindo nomeações para Novo Artista Favorito do Heavy Metal/Hard rock no American Music Awards, Melhor Álbum de Música Alternativa para Nevermind no Grammy Awards e Videoclipe do Ano e Escolha dos Espectadores por "Smells Like Teen Spirit" no MTV Video Music Awards. No entanto, recebeu prémios de Melhor Videoclipe Alternativo e Melhor Artista Revelação no MTV Video Music Awards no mesmo ano. A música "Smells Like Teen Spirit" também foi indicada para melhor canção de rock no Grammy Awards de 1993, perdendo para "Layla" de Eric Clapton. Alguns críticos não concordaram com o resultado. Depois de receber cinco indicações ao Grammy e não conquistar nenhuma vez o prémio, a banda finalmente recebeu o prêmio de melhor álbum de música alternativa para MTV Unplugged in New York de 1996. No total, Nirvana recebeu nove prémios de vinte e quatro nomeações.

## American Music Awards
Os American Music Awards são prémios dados aos melhores da música americana. Nirvana recebeu um prémio dentre duas nomeações.
| Ano  | Nomeado por | Categoria                                      | Resultado |
| ---- | ----------- | ---------------------------------------------- | --------- |
| 1992 | Nirvana     | Novo Artista Favorito de Heavy Metal/Hard Rock | Nomeado   |
| 1995 | Nirvana     | Artista Favorito de Heavy Metal/Hard Rock      | Vencedor  |

## Brit Awards
Os Brit Awards são prémios anuais dados pela British Phonographic Industry à música pop. Nirvana recebeu um prémio dentre três nomeações.
| Ano  | Nomeado por | Categoria                         | Resultado |
| ---- | ----------- | --------------------------------- | --------- |
| 1993 | Nirvana     | Melhor Artista Novo internacional | Vencedor  |
| 1993 | Nirvana     | Melhor Grupo internacional        | Nomeado   |
| 1994 | Nirvana     | Melhor Grupo internacional        | Nomeado   |

## Grammy Awards
Os Grammy Awards são atribuídos anualmente pela National Academy of Recording Arts and Sciences. Nirvana recebeu um prémio dentre seis nomeações.
| Ano  | Nomeado por               | Categoria                                             | Resultado |
| ---- | ------------------------- | ----------------------------------------------------- | --------- |
| 1992 | Nevermind                 | Melhor Álbum de Música Alternativa                    | Nomeado   |
| 1993 | Smells Like Teen Spirit   | Melhor Canção de Rock                                 | Nomeado   |
| 1994 | In Utero                  | Melhor Álbum de Música Alternativa                    | Nomeado   |
| 1995 | All Apologies             | Melhor Performance Pop por um Duo ou Grupo com Vocais | Nomeado   |
| 1995 | All Apologies             | Melhor Canção de Rock                                 | Nomeado   |
| 1996 | MTV Unplugged in New York | Melhor Álbum de Música Alternativa                    | Vencedor  |

## MTV Video Music Awards
Os MTV Video Music Awards são um prémio criado em 1984 pelo canal de televisão MTV para destacar os melhores vídeos de música do ano. Nirvana recebeu cinco prémios de dez nomeações.
| Ano  | Nomeado por               | Categoria                     | Resultado |
| ---- | ------------------------- | ----------------------------- | --------- |
| 1992 | "Smells Like Teen Spirit" | Melhor Videoclipe Alternativo | Vencedor  |
| 1992 | "Smells Like Teen Spirit" | Videoclipe do Ano             | Nomeado   |
| 1992 | "Smells Like Teen Spirit" | Escolha dos Espectadores      | Nomeado   |
| 1992 | "Smells Like Teen Spirit" | Melhor Novo Artista           | Vencedor  |
| 1993 | "In Bloom"                | Melhor Videoclipe Alternativo | Vencedor  |
| 1994 | "Heart-Shaped Box"        | Melhor Videoclipe Alternativo | Vencedor  |
| 1994 | "Heart-Shaped Box"        | Melhor Direção de Arte        | Vencedor  |
| 1994 | "Heart-Shaped Box"        | Videoclipe do Ano             | Nomeado   |
| 1994 | "Heart-Shaped Box"        | Melhor Cinematografia         | Nomeado   |
| 1994 | "Heart-Shaped Box"        | Escolha dos Espectadores      | Nomeado   |

## NME Awards
Os NME Awards são uma premiação anual de música fundada pela revista NME. Nirvana recebeu um prêmio dentre três nomeações.
| Ano  | Nomeado por               | Categoria               | Resultado |
| ---- | ------------------------- | ----------------------- | --------- |
| 2005 | With the Lights Out       | Melhor Música de um DVD | Nomeado   |
| 2008 | MTV Unplugged in New York | Melhor Música de um DVD | Vencedor  |
| 2010 | Live at Reading           | Melhor DVD              | Nomeado   |